# فرانك هوليداي
فرانك هوليداي (بالإنجليزية: Frank Holliday)‏ هو رسام أمريكي، ولد في 1957 في غرينفيل في الولايات المتحدة.